# JamXmusic
jamXmusic ist ein deutsches Musikproduktionsunternehmen mit Sitz in Bönningstedt bei Hamburg. Es wurde im Jahr 2000 von dem Komponisten und Produzenten Dirk Reichardt gegründet. Das Unternehmen ist auf Filmmusik, Werbemusik und Sounddesign für Radio- und Fernsehsender spezialisiert.

## Tätigkeitsbereiche
jamXmusic war für die Filmmusik mehrerer erfolgreicher deutscher Kino-Produktionen verantwortlich. Zu den bekannten Arbeiten zählen Keinohrhasen (2007), Zweiohrküken (2009), Kokowääh (2011), Honig im Kopf (2014). Laut eigener Angabe produzierte jamXmusic diese Soundtracks im eigenen Studio und erhielt dafür mehrere Musik-Auszeichnungen. Für den Soundtrack von Keinohrhasen wurde eine Platin-Auszeichnung des BVMI verliehen. Die Musik zu Zweiohrküken und Kokowääh wurde jeweils mit Gold ausgezeichnet.
jamXmusic produziert das Sounddesign für zahlreiche deutsche Radiosender. Hierzu zählen unter anderem für WDR 5 (2023), MDR Jump (2023), hr3, NDR 2, Ostseewelle und Antenne Niedersachsen. WDR 5 erklärte zur Zusammenarbeit mit jamXmusic: „Wir sind sehr glücklich, mit dem Hamburger Audio-Spezialisten Dirk Reichardt einen Partner zu haben, der unser Markenbild passgenau akustisch umsetzt.“

## Rezeption
Die Arbeit von jamXmusic wurde mehrfach von Fachmedien gewürdigt. So berichtete das Hamburger Abendblatt über das Unternehmen als eines der erfolgreichsten Studios für Filmmusik in Deutschland.
Die Fachplattform Radioszene beschreibt jamXmusic als „einen der erfolgreichsten deutschen Produzenten im Bereich Radiobranding“.

## Auszeichnungen (Auswahl)
- 2004: Deutscher Filmpreis in Gold (Beste Filmmusik) für Erbsen auf halb 6

- 2007: Platin-Auszeichnung für den Soundtrack zu Keinohrhasen

- 2009: Gold-Auszeichnung für Zweiohrküken

- 2011: Gold-Auszeichnung für Kokowääh